# Mediatek
Et mediatek er et opbevaringssted. En samling af hjælpemidler, for eksempel et rum med audiovisuelle hjælpemidler.